# Louisiana Coca-Cola Bottling Company Plant
La Louisiana Coca-Cola Bottling Company Plant est une usine d'embouteillage de Coca-Cola à La Nouvelle-Orléans, en Louisiane, dans le sud des États-Unis. Elle est inscrite au Registre national des lieux historiques depuis le 8 octobre 2020.